# 安斯利·梅特兰-奈尔斯
安斯利·科里·梅特兰-奈尔斯（英語：Ainsley Cory Maitland-Niles；1997年8月29日—），是一名英格蘭職業足球員，场上司職翼鋒、中場、右閘，現時效力法甲球會里昂，代表英格蘭國家足球隊參加國際賽事。
梅特蘭-奈爾斯出生於大倫敦的古德梅斯，在倫敦北部的埃德蒙頓長大，就讀於伊爾福德的橡樹公園高中。他和他的母親Jule Niles和他的兄弟Cordi在一個單親家庭長大。他有牙買加血統。

## 球員生涯

### 阿仙奴
梅特兰-奈尔斯於英格蘭古德梅斯出生，6歲加入阿仙奴的青年軍。他於2013-14賽季開始為阿仙奴的U21梯隊上陣。2014年10月24日，尼尔斯與阿仙奴簽定職業球員合約。
2014年12月9日，梅特兰-奈尔斯首次代表球會在欧洲冠军联赛對戰加拉塔沙雷，於半場入替，當時只有17歲零102日。4天後，梅特兰-奈尔斯於對陣紐卡素時首次於聯賽上陣，他於補時階段入替亚历克斯·奥克斯雷德-张伯伦。

### 葉士域治（外借）
2015年7月2日，梅特兰-奈尔斯被外借至英格蘭足球冠軍聯賽球會葉士域治，為期一個賽季。他被獲派7號球衣。
梅特兰-奈尔斯於對陣布伦特福德的聯賽中首次代表球會上陣，他於第82分鐘後備入替，最終雙方以2比2握手言和。他的表現獲時任領隊稱讚，並形容他的表現「很出色」。美蘭-尼爾斯更獲選為球會9月最佳球員。2015年11月3日，他於對陣保頓時攻入職業生涯首個入球，助球隊以2比0勝出。2016年1月19日，美蘭-尼爾斯在英格蘭足總盃第三圈重賽的比賽中攻入1球，球隊最終以1比2落敗樸茨茅夫出局。其後，美蘭-尼爾斯因傷患和隊內競爭令上陣機會減少，需為葉士域治預備隊上陣。於各項賽事為葉士域治上陣32場，攻入2球後，美蘭-尼爾斯返回母會阿仙奴。

### 返回阿仙奴
外借期完結後，美蘭-尼爾斯開始為阿仙奴上陣。他於作客诺丁汉森林的英格蘭聯賽盃第三圈比賽中，以右閘身份上陣。美蘭-尼爾斯在第四圈對陣修咸頓時，以中場的身份再次為球隊上陣，最終球隊以5比0大勝晉級。第五圈對陣的比賽中，他在第74分鐘後備入替，最終球隊以2比0勝出。
2018年6月12日，美蘭-尼爾斯與球會進行續約，合約年期並沒有公佈。12月30日，美蘭-尼爾斯在客負利物浦1比5的賽事中正選上陣，攻入職業生涯首個入球。
2019年3月15日，美蘭-尼爾斯於歐足總歐洲聯賽主勝雷恩3比0的比賽中，接應傳中，攻入1球。
2020年8月29日，美蘭-尼爾斯於英格蘭社區盾對陣利物浦的比賽中正選上陣，雙方於法定時間賽和1比1後，他於互射十二碼階段射入第2個十二碼，助球隊以5比4擊敗對手。
2021年2月1日，美蘭-尼爾斯被外借至英超俱乐部西布罗姆维奇，直至赛季结束。 他于2月7日在英超联赛中以0-2负于热刺的比赛中首次代表球會上陣。
在2021年的夏季，美蘭-尼爾斯跟离开阿森纳的傳聞扯上關係，据报道埃弗顿有兴趣租借他。然而美蘭-尼爾斯沒有如傳聞转会，一直到8月30日，梅特兰-奈尔斯通过社交媒体公开表达了他离开俱乐部的愿望，并表示他希望去他“想要”的地方和他要去的地方踢球。
2022年1月8日，美蘭-尼爾斯租借加盟意甲俱乐部罗马，直至赛季结束。

### 里昂
2023年8月7日，美蘭-尼爾斯以免轉會方式加盟法國俱樂部里昂，合約期為四年。

## 國家隊生涯
美蘭-尼爾斯曾為英格蘭各階青年隊上陣，2014年，他為英格蘭 U17上陣了3次。
2014年11月，美蘭-尼爾斯被英格蘭 U18徵召入隊，並於首戰對陣波蘭 U18的比賽中攻入1球，助球隊以3比2勝出。他曾為英格蘭U18上陣4次。
2015年9月，美蘭-尼爾斯被英格蘭 U19徵召入隊，再於首戰時攻入1球，助球隊以3比2擊敗德國 U19。他於次月對陣馬其頓 U19時再次攻入1球。美蘭-尼爾斯其後入選了英格蘭隊參加2016年欧洲U-19足球锦标赛的大軍名單，助球隊打進四強的比賽。
在歐國聯第二輪的比賽中，英格蘭客場0-0丹麥，美蘭-尼爾斯在第87分鐘替補特倫特·亞歷山大-阿諾德出場，完成了自己在英格蘭成年代表隊的首秀。

## 生涯統計

### 球會
截至2018年5月13日
| 球會             | 賽季        | 聯賽               | 聯賽 | 聯賽 | 英格蘭足總盃 | 英格蘭足總盃 | 英格蘭聯賽盃 | 英格蘭聯賽盃 | 歐洲賽事 | 歐洲賽事 | 總計 | 總計 |
| 球會             | 賽季        | 聯賽               | 出場 | 入球 | 出場         | 入球         | 出場         | 入球         | 出場     | 入球     | 出場 | 入球 |
| ---------------- | ----------- | ------------------ | ---- | ---- | ------------ | ------------ | ------------ | ------------ | -------- | -------- | ---- | ---- |
| 阿仙奴           | 2014-15賽季 | 英格蘭超級足球聯賽 | 1    | 0    | 1            | 0            | 0            | 0            | 1        | 0        | 3    | 0    |
| 阿仙奴           | 2016-17賽季 | 英格蘭超級足球聯賽 | 1    | 0    | 3            | 0            | 3            | 0            | 0        | 0        | 7    | 0    |
| 阿仙奴           | 2017-18賽季 | 英格蘭超級足球聯賽 | 15   | 0    | 1            | 0            | 3            | 0            | 9        | 0        | 28   | 0    |
| 阿仙奴           | 2018-19賽季 | 英格蘭超級足球聯賽 | 10   | 1    | 2            | 0            | 2            | 0            | 5        | 1        | 19   | 2    |
| 阿仙奴           | 總計        | 總計               | 27   | 1    | 7            | 0            | 8            | 0            | 15       | 1        | 57   | 2    |
| 葉士域治（外借） | 2015-16賽季 | 英格蘭冠軍足球聯賽 | 30   | 1    | 2            | 1            | 0            | 0            | —        | —        | 32   | 2    |
| 生涯總計         | 生涯總計    | 生涯總計           | 58   | 2    | 9            | 1            | 8            | 0            | 15       | 1        | 90   | 4    |

1. ↑  於歐洲聯賽冠軍盃出場
2. 1 2  於欧足联欧洲联赛出賽紀錄

## 榮譽

### 球會
阿仙奴
- 英格蘭社區盾：2017年[43]、2020年[44]
- 英格蘭足總盃冠軍：2019-20賽季[45]

### 國家隊
英格蘭 U20
- 國際足協U-20世界盃：2017年[46][47]

### 個人
葉士域治
- 葉士域治每月最佳球員：2015年9月[13]

## 外部連結
- 足球数据库：安斯利·梅特兰-奈尔斯的球员统计数据
- 艾斯利·梅特兰-尼尔斯[]於英格蘭足球總會上的紀錄